# Stenaoplus scopamferens
Stenaoplus scopamferens är en stekelart som beskrevs av Heinrich 1968. Stenaoplus scopamferens ingår i släktet Stenaoplus och familjen brokparasitsteklar. Utöver nominatformen finns också underarten S. s. mbeyae.